# دانا أحمد مجيد
دانا أحمد مجيد هو سياسي عراقي، ولد في 1957 في السليمانية في العراق. حزبياً، نشط في حركة التغيير الكردية.